# Fatah Nsaief
Abdul-Fatah Nsaief Jassim (2 de fevereiro de 1951) é um ex-futebolista profissional iraquiano, que atuava como goleiro.

## Carreira
Fatah Nsaief fez parte do elenco da histórica Seleção Iraquiana de Futebol da Copa do Mundo de 1986 